# Liste von Handelsschiffen mit Namen Berlin
Nach der Stadt Berlin waren und sind zahlreiche Handelsschiffe benannt.

## FrachtschiffStad Berlinum 1710
niederländisches Segelschiff, das 1713 unter der Flagge Preußens für die preußisch-brandenburgische Afrikanische Kompagnie fuhr.

## FrachtschiffStadt Berlinum 1755
Segelschiff aus Stettin unter der Flagge von Preußen. Das Schiff wurde 1757 nachträglich bewaffnet, um preußische Handelsschiffe vor feindlichen Kaperangriffen zu schützen.

## TransportschiffStadt Berlinum 1807
Segelschiff unter preußischer Flagge, das im Mai 1807 zur Versorgung der preußischen Festung Danzig-Neufahrwasser eingesetzt wurde.

## FrachtschiffBerlinvon 1840
Segelschiff (Bark) unter der Flagge von Preußen. Das Schiff wurde 1840 für die Reederei Hermann Weinberg & Co., Danzig gebaut.
- Vermessung: 316 NRT

## FrachtschiffBerlinvon 1863
Dampfschiff unter der Flagge von Großbritannien. Das Schiff wurde 1863 auf der Werft Barclay, Curle and Company in Glasgow für die Reederei Leith, Hull and Hamburg Steam Packet Co in Leith gebaut.
- Vermessung: 625 BRT / 344 NRT
- Länge: 66,60 m
- Breite: 8,30 m
- Tiefgang: 4,40 m

## FahrgastdampferBerlinvon 1868
Der Fahrgastdampfer wurde 1868 bei Caird & Company, Greenock, für den Norddeutschen Lloyd, Bremen, gebaut. 1894 wurde er nach Italien verkauft.
- Vermessung: 2335 BRT
- Länge: 86,90 m
- Breite: 11,90 m
- Antrieb: 736 kW
- Geschwindigkeit: 10 kn
- Fahrgäste: 84 1. Klasse / 600 Zwischendeck-Gäste
- Besatzung: 60 Mann

## FrachtschiffBerlinvon 1871
Dampfschiff unter der Flagge des Deutschen Reiches. Das Schiff wurde 1871 auf der Reiherstiegwerft Hamburg für die Reederei Hübener & Carr gebaut.
- Länge: 29,90 m
- Breite: 5,00 m
- Antrieb: Dampfmaschine mit 30 PS (23 kW)

## FrachtseglerBerlinvon 1875
Drei-Mast-Schoner unter der Flagge des Deutschen Reiches. Das Schiff wurde 1875 für Johann Nibbe in Cranz gebaut. Heimathafen des Schoners war Hamburg.
- Vermessung: 337 NRT

## FrachtschiffBerlinvon 1879
Dampfschiff unter der Flagge von Großbritannien. Das Schiff wurde 1879 auf der Werft W. B. Thompson and Co. in Dundee für die Reederei Bennett S. S. and Co. in Govle erbaut. Später wurde der Dampfer in Malta umbenannt.
- Vermessung: 679 BRT / 353 NRT
- Länge: 61,70 m
- Breite: 8,50 m
- Tiefgang: 4,00 m

## FrachtschiffBerlinvon 1881
Dampfschiff unter der Flagge des Deutschen Reiches. Das Schiff wurde 1881 auf der Vulcan-Werft in Stettin für die Reederei Neue Dampfer-Compagnie, AG in Stettin erbaut.
- Vermessung: 985 BRT / 592 NRT
- Länge: 66,24 m
- Breite: 8,72 m
- Antrieb: Dampfmaschine mit 400 PS (299 kW)

## FrachtseglerBerlinvon 1882
Segelschiff unter der Flagge der Vereinigten Staaten. Das Schiff wurde 1882 auf der Werft C. V. Minott in Phippsburg für die Reederei Alaska Portland Packet Assoc. in Portland gebaut.
- Vermessung: 1634 BRT / 1416 NRT
- Länge: 67,80 m
- Breite: 12,20 m
- Tiefgang: 7,50 m

## FrachtschiffBerlinvon 1891
Dampfschiff unter der Flagge von Großbritannien. Das Schiff wurde 1891 auf der Werft W. B. Thompson and Co. in Dundee für die Reederei Lancashire Yorkshire Railway Co. in Goole erbaut.
- Vermessung: 1111 BRT / 497 NRT
- Länge: 74,70 m
- Breite: 10,40 m
- Tiefgang: 4,80 m

## FischereifahrzeugBerlinvon 1892
Zwei-Mast-Logger (Segelschiff) unter der Flagge des Deutschen Reiches. Das Schiff wurde 1892 in Emden für die Emder Heringsfischerei AG gebaut.
- Vermessung: 79 BRT / 62 NRT

## FischereifahrzeugBerlinvon 1896
Dampfschiff unter der Flagge des Deutschen Reiches. Das Schiff wurde 1896 auf der Werft Bremer Vulkan für die Deutsche Dampffischerei-Gesellschaft Nordsee in Bremen gebaut. Später ging das Schiff in den Besitz der Hochseefischerei AG in Bremerhaven über.
- Vermessung: 158 BRT / 43 NRT
- Länge: 32,25 m
- Breite: 6,39 m
- Tiefgang: 3,10 m
- Antrieb: Dampfmaschine mit 260 PS (194 kW)
- Geschwindigkeit: 12 Knoten (22 km/h)

## FischereifahrzeugBerlinvon 1903
Dampfschiff unter der Flagge des Deutschen Reiches. Das Schiff wurde 1903 auf der Werft Seebeck AG in Bremerhaven für den Eigner Andreas Radmann in Altona gebaut. Zu Beginn des Ersten Weltkrieges wurde der Dampfer von der Kaiserlichen Marine übernommen und dem Marinekommando Ostsee unterstellt. Nach dem Krieg wurde das Schiff 1918 oder 1919 an den Eigner zurückgegeben.
- Vermessung: 164 BRT / 44 NRT
- Länge: 34,58 m
- Breite: 6,52 m
- Tiefgang: 3,20 m
- Antrieb: Dampfmaschine mit 375 PS (280 kW)

## FrachtschiffBerlinvon 1904 (Dänemark)
Dampfschiff unter der Flagge von Dänemark. Das Schiff wurde 1904 in Helsingør für die Reederei Dampskip Mercur in Kopenhagen gebaut. Später wurde der Dampfer in Regina umbenannt.
- Vermessung: 2187 BRT / 1400 NRT
- Länge: 85,10 m
- Breite: 12,30 m
- Tiefgang: 4,90 m

## FrachtschiffBerlinvon 1904 (Deutsches Reich)
Dampfschiff unter der Flagge des Deutschen Reiches. Das Schiff wurde 1904 auf der Werft Flensburger Schiffbau-Gesellschaft für die Deutsch-Australische Dampfschiffs-Gesellschaft (DADG) in Hamburg gebaut. Nach seiner Indienststellung am 5. November 1904 war der Dampfer im Liniendienst nach Australien eingesetzt. Mit Beginn des Ersten Weltkrieges wurde die Berlin am 21. August 1914 von den australischen Behörden in Sydney beschlagnahmt. Das Schiff wurde in Parattah umbenannt und wieder in Fahrt gebracht. 1922 erfolgte der Verkauf an die Commonwealth-Line of Steamers in London und 1925 an die Reederei E. Mayon Syra (Griechenland), die das Schiff in Markakis umbenannte. Im Jahr 1932 wurde der Dampfer außer Dienst gestellt und in Italien verschrottet.
- Vermessung: 4196 BRT / 2628 NRT
- Tragfähigkeit: 6750 Tonnen
- Länge: 114,48 m
- Breite: 14,84 m
- Tiefgang: 8,30 m
- Antrieb: Kolbendampfmaschine mit 3 Kesseln und 2200 PS (1640 kW)
- Geschwindigkeit: 12 Knoten (22 km/h)
- Besatzung: 42 Mann

## FrachtseglerBerlinvon 1905
Segelschiff unter der Flagge des Deutschen Reiches. Das Schiff wurde 1905 auf der Werft J. Meijer für die Reederei Philipp Holzmann & Co. in Kiel gebaut.
- Vermessung: 212 BRT / 195 NRT
- Länge: 35,00 m
- Breite: 6,60 m
- Tiefgang: 2,90 m

## FrachtschiffBerlinvon 1906
Dampfschiff unter der Flagge von Argentinien. Das Schiff wurde 1906 auf der Werft J. Laing & Sons in Sunderland für eine argentinische Reederei in Buenos Aires gebaut.
- Vermessung: 1621 BRT / 1020 NRT
- Länge: 77,70 m
- Breite: 11,60 m
- Tiefgang: 4,20 m

## FischereifahrzeugBerlinvon 1911
Dampfschiff unter der Flagge des Deutschen Reiches. Das Schiff wurde 1911 auf der Werft J. Frerichs in Einwarden für die Reederei Fischdampfergesellschaft in Hamburg als Geeste gebaut. Im Ersten Weltkrieg wurde der Fischdampfer von der Kaiserlichen Marine gemietet und als Vorpostenboot eingesetzt. Nach dem Krieg wurde das Schiff seinen Besitzern zurückgegeben. 1925 kaufte die Nordsee Deutsche Hochseefischerei GmbH in Hamburg-Nordenham das Schiff und benannte es in Berlin um.
- Vermessung: 233 BRT / 85 NRT
- Länge: 36,00 m
- Breite: 6,89 m
- Tiefgang: 3,80 m
- Antrieb: Dreifachexpansionsdampfmaschine mit 320 PS (239 kW)
- Besatzung: 15 Mann

## FrachtschiffBerlinvon 1921
Motorschiff unter der Flagge von Schweden und der Bundesrepublik Deutschland. Das Schiff wurde 1921 auf der Werft Götawerken A/B in Göteborg für die Reederei Rederi A/B Nordstjernan in Stockholm als Canada gebaut. 1950 kaufte die Reederei Hugo Stinnes Transozean Schiffahrt GmbH in Mülheim an der Ruhr das Schiff, baute es um und brachte es als Berlin wieder in Fahrt. Heimathafen war Hamburg. Der Frachter wurde 1959 außer Dienst gestellt und verschrottet.
- Vermessung: 5527 BRT
  - nach Umbau: 5495 BRT / 3240 NRT
- Ladefähigkeit: 9138 Tonnen
  - Nach Umbau: 9610 Tonnen
- Länge: 134,11 m
- Breite: 17,13 m
- Antrieb: 2 Maschinen je 1500 PS (1119 kW) auf 2 Schrauben
- Geschwindigkeit: 11 Knoten (etwa 20 km/h)
- Passagiere: 22 Personen

## FischereifahrzeugBerlinvon 1921
Dampfschiff unter der Flagge des Deutschen Reiches. Das Schiff wurde 1921 auf der Werft in Wesermünde-Geestemünde für die Reederei Cuxhavener Hochseefischerei GmbH in Cuxhaven gebaut.
- Vermessung: 259 BRT / 96 NRT
- Länge: 39,90 m
- Breite: 7,20 m
- Antrieb: Dreifachexpansiondampfmaschine mit 410 PS (306 kW)
- Besatzung: 13 Mann

## FischereifahrzeugBerlinvon 1922

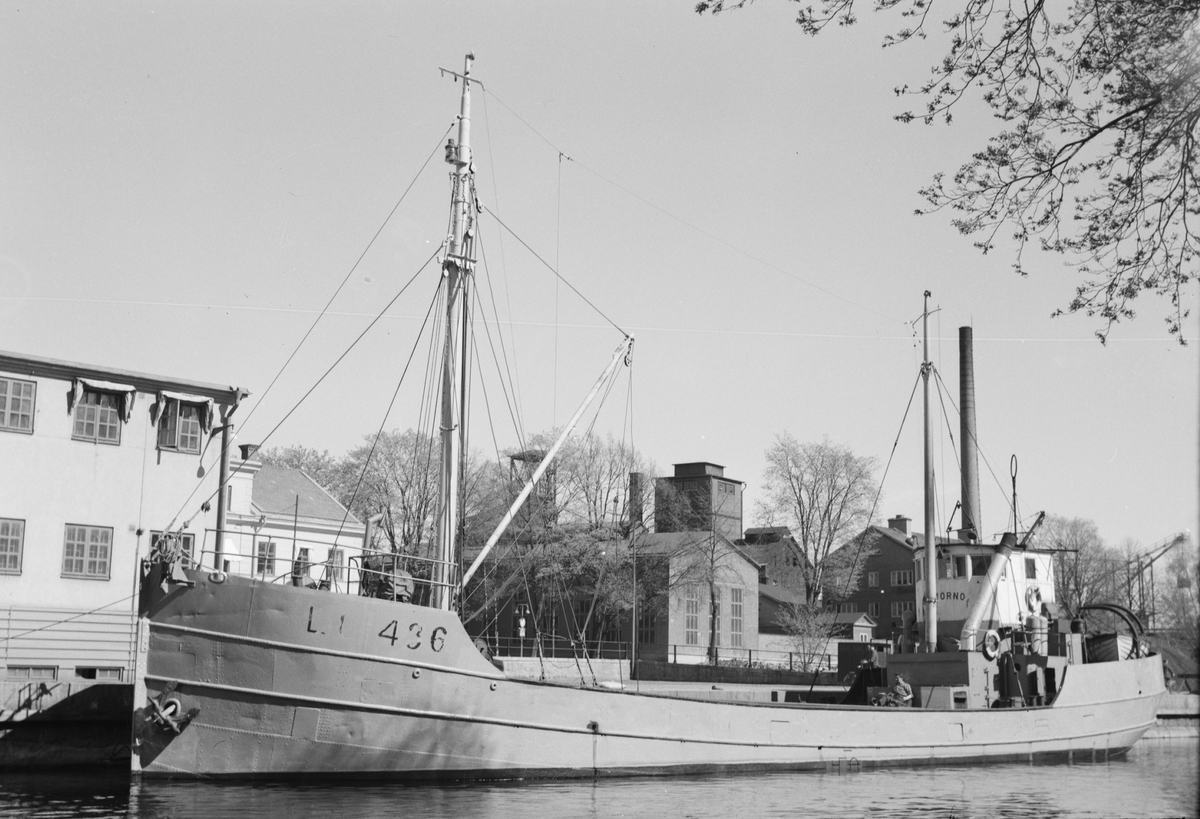
Die Tjörnö, ehemals Berlin

Dampfschiff (Logger) unter der Flagge des Deutschen Reiches und von Schweden. Das Schiff wurde 1922 auf der Werft Schulte und Bruns in Emden für die Reederei Emder Heringsfischerei AG in Emden gebaut. Im Zweiten Weltkrieg wurde der Logger von der Kriegsmarine beschlagnahmt und von 1942 an als Hafenschutzboot DWo 141 in Wollin eingesetzt. Später wurde der Dampfer als Vorpostenboot VS 184 und VS 154 verwendet. Nach dem Ende des Krieges wurde der Logger seinen Eigentümern zurückgegeben. Das Schiff wurde 1954 nach Schweden verkauft und dort zum Küstenmotorschiff Tjörnö umgebaut. Nach Weiterverkäufen an andere schwedische Reeder trug es ab März 1960 den Namen Hallö und ab Dezember 1963 den Namen Norrfjord. Nachdem das Schiff am 19. Januar 1969 auf der Reise von Lübeck nach Stockholm in der Nähe von Kristianopel gestrandet war, wurde es in Göteborg abgebrochen.
- Vermessung: 181 BRT / 80 NRT
- Länge: 30,05 m
- Breite: 7,05 m
- Tiefgang: 3,25 m
- Antrieb: Dreifachexpansionsdampfmaschine mit 140 PS (104 kW)
- Besatzung: 17 Mann

## FrachtschiffBerlinvon 1928
Motorschiff unter der Flagge von Argentinien. Das Schiff wurde 1928 für einen Eigner in Buenos Aires gebaut.
- Vermessung: 561 BRT
- Antrieb: 2 Dieselmotoren auf 2 Schrauben

## FischereifahrzeugBerlinvon 1937
Dampfschiff unter der Flagge des Deutschen Reiches. Das Schiff wurde 1937 auf der Werft Deschimag in Wesermünde für die Reederei Deutsche Hochseefischerei GmbH in Wesermünde gebaut. Im Zweiten Weltkrieg wurde der Fischdampfer von der Kriegsmarine beschlagnahmt und ab 1939 als U-Jagd-Boot UJ 128 eingesetzt. Später folgten Umbenennungen in UJ 122 und UJ 1402. Am 28. April 1943 wurde das Schiff von britischen Zerstörern bei Triergos versenkt.
- Vermessung: 472 BRT / 176 NRT
- Länge: 50,90 m
- Breite: 8,00 m
- Antrieb: Kolbendampfmaschine mit 800 PS (597 kW)

## FischereifahrzeugBerlinvon 1949

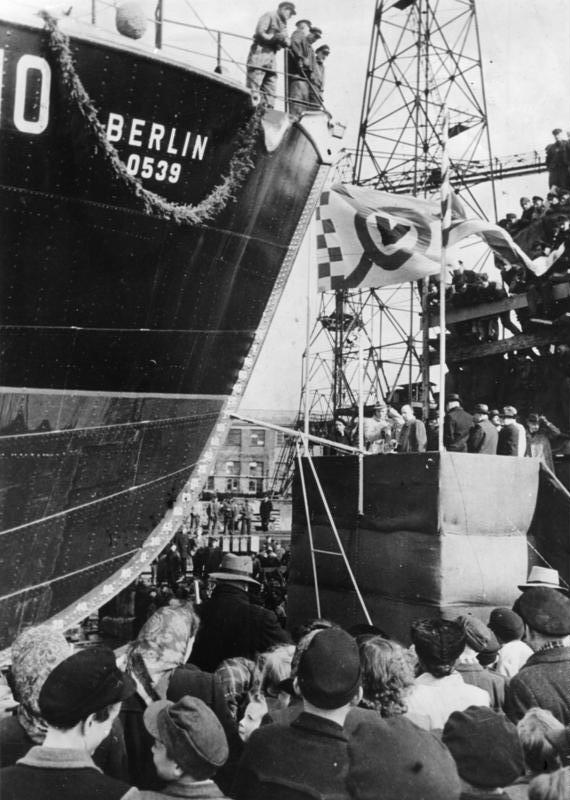
Taufe des Fischdampfers „Berlin“ durch den stellvertretenden Oberbürgermeister Berlins Ferdinand Friedensburg

Dampfschiff unter der Flagge der Bundesrepublik Deutschland. Das Schiff wurde 1949 auf der Werft Bremer Vulkan in Bremen für die Reederei Nordsee Deutsche Hochseefischerei in Bremerhaven gebaut.
- Vermessung: 394 BRT / 143 NRT
- Länge: 48,32 m
- Breite: 8,04 m
- Tiefgang: 4,12 m
- Antrieb: Dreifachexpansionsdampfmaschine mit 750 PS (559 kW)
- Geschwindigkeit: 11 Knoten (etwa 20 km/h)

## FrachtschiffBerlinvon 1953
Motorschiff unter der Flagge der Bundesrepublik Deutschland. Das Schiff wurde 1953 auf der Werft Stülcken in Hamburg für die Reederei Orion Schiffahrtsgesellschaft, Reith & Co. in Hamburg als Rigel gebaut. Noch vor der Fertigstellung wurde der Frachter in Berlin umbenannt. 1964 erfolgte die erneute Umbenennung in Willi Reith.
- Vermessung: 3844 BRT / 2140 NRT
- Tragfähigkeit: 6000 Tonnen (tdw)
- Länge: 110, 82 m
- Breite: 16,06 m
- Tiefgang: 6,72 m
- Antrieb: 2 Dieselmotore mit je 1680 PS (1253 kW) auf 1 Schraube
- Besatzung: 31 Mann
- Passagiere: 4 Personen

## FischereifahrzeugBerlinvon 1953
Motorschiff (Seitentrawler) unter der Flagge der DDR. Das Schiff wurde 1953 auf der Volkswerft Stralsund für die Reederei des Fischkombinat Rostock gebaut. 1973 kollidierte der Trawler nördlich von Kap Arkona in der Ostsee mit der Fregatte Emden der Bundesmarine der Bundesrepublik Deutschland. Im Februar 1977 wurde das Schiff außer Dienst gestellt und verschrottet.
- Vermessung: 588 BRT / 221 NRT
- Wasserverdrängung: 1076 Tonnen
- Tragfähigkeit: 380 Tonnen
- Länge: 57,62 m
- Breite: 9,03 m
- Tiefgang: 4,06 m
- Antrieb: Dieselmotor mit 920 PS (868 kW)
- Geschwindigkeit: 11,5 Knoten (etwa 22 km/h)
- Besatzung: 27 Mann

## FrachtschiffBerlinvon 1957

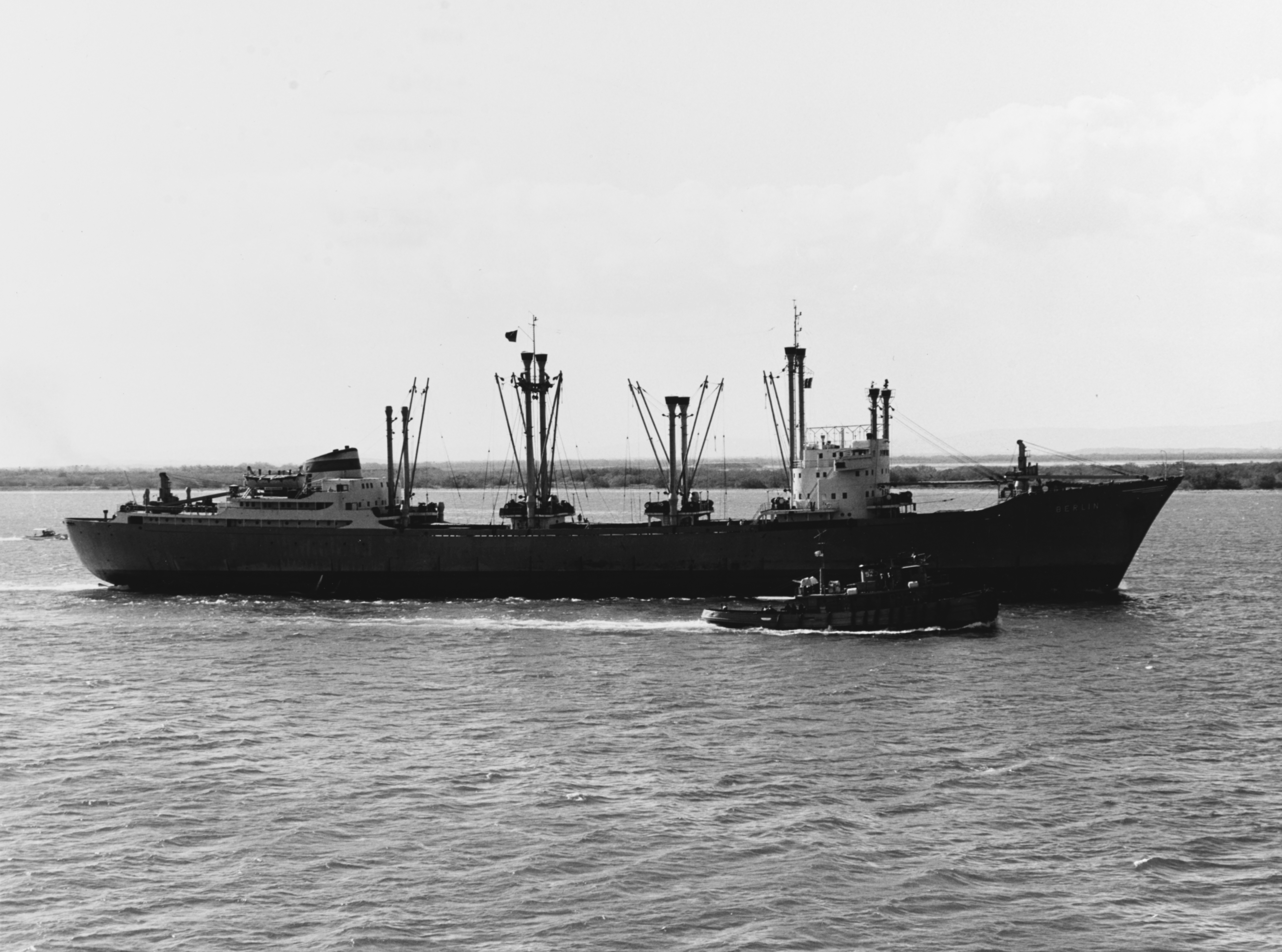
Der Stückgutfrachter Berlin in der Bucht von Guantanamo, Kuba, am 19. April 1963.

Motorschiff unter der Flagge der DDR. Der Stückgutfrachter vom Typ IV wurde 1957 auf der VEB Warnowwerft in Warnemünde für die VEB Deutsche Seereederei in Rostock gebaut. Der Frachter wurde am 25. Juni 1980 in Asien außer Dienst gestellt und anschließend in Kaohsiung verschrottet.
- Vermessung: 9427 BRT / 5607 NRT
- Wasserverdrängung: 18750 Tonnen
- Tragfähigkeit: 13000 Tonnen
- Ladefähigkeit: 11140 Tonnen in 18465 m³ Laderaum
- Länge: 142,00 m
- Breite: 20,04 m
- Tiefgang: 9,67 m
- Antrieb: vier 8-Zylinder-4-Takt-Dieselmotoren je 1800 PS (1343 kW) auf 2 Schrauben
- Geschwindigkeit: 15 Knoten (etwa 28 km/h)
- Besatzung: 56 Personen

## TankschiffEsso Berlinvon 1959
Turbinenschiff unter der Flagge der Bundesrepublik Deutschland. Das Schiff wurde 1959 bei der Deutschen Werft in Hamburg-Finkenwerder für die ESSO Tankschiffreederei GmbH gebaut.
- Vermessung: 24108 BRT / 12855 NRT
- Tragfähigkeit: 36816 Tons (tdw)
- Ladevolumen: 49770 m³ Öl
- Länge: 211,20 m
- Breite: 27,56 m
- Tiefgang: 10,88 m
- Antrieb: Dampfturbinen mit 16225 PS (12100 kW)
- Geschwindigkeit: 17 Knoten (31,5 km/h)

## FischereifabrikschiffBerlinvon 1960
Motorschiff unter der Flagge der Bundesrepublik Deutschland. Das Schiff wurde 1960 auf der Werft Rickmers AG in Bremerhaven für die Reederei Nordsee Deutsche Hochseefischerei GmbH in Bremerhaven gebaut.
- Vermessung: 936 BRT / 361 NRT
- Länge: 68,62 m
- Breite: 11,02 m
- Tiefgang: 4,15 m
- Antrieb: Dieselmotor mit 1600 PS (1192 kW) auf 1 Schraube
- Geschwindigkeit: 15 Knoten (etwa 28 km/h)
- Besatzung: 29 Mann

## TankschiffBerlinvon 1975
Turbinenschiff unter der Flagge der Bundesrepublik Deutschland. Das Schiff wurde 1975 auf der Werft AG Weser in Bremen für die Reederei Hapag-Lloyd gebaut. 1983 wurde der Tanker an die Alfa Tanker Shipping Inc. in Monrovia (Liberia) verkauft, die das Schiff unter gleichem Namen in Dienst behielt.
- Vermessung: 176008 BRT / 152277 NRT
- Tragfähigkeit: 392590 Tonnen
- Länge: 370,22 m
- Breite: 64,00 m
- Tiefgang: 22,60 m
- Antrieb: eine Getriebeturbine mit 45000 PS (33557 kW) auf 1 Schraube

## FrachtschiffBerlin – Hauptstadt der DDRvon 1980
Motorschiff unter der Flagge der DDR. Das Schiff vom Typ Meridian II wurde 1980 auf der VEB Warnow-Werft in Warnemünde für die Reederei VEB Deutfracht/Seereederei in Rostock gebaut.
- Vermessung: 10141 BRT / 5722 NRT
- Tragfähigkeit: 13655 Tonnen / Stellplätze für 300 Stück 20-Fuß-Container
- Länge: 156,84 m
- Breite: 21,80 m
- Tiefgang: 9,02 m
- Antrieb: Dieselmotor mit 11200 PS (8352 kW)
- Geschwindigkeit: 18,4 Knoten (34 km/h)

## ContainerschiffOOCL Berlinvon 2013

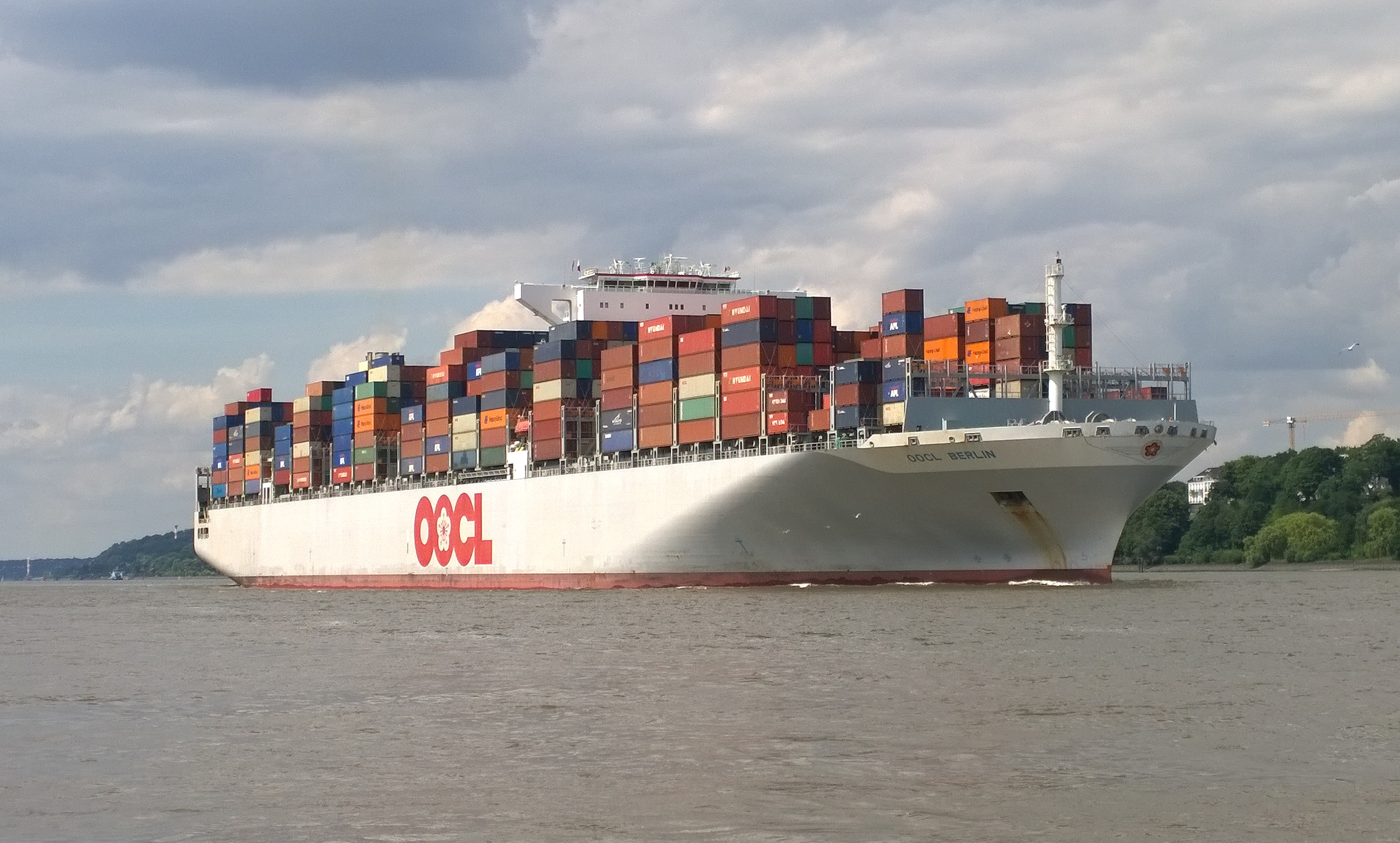
Die OOCL Berlin auf der Elbe

Containerschiff unter der Flagge von Hong Kong. Das Schiff wurde 2013 als drittes Schiff einer Reihe von zehn Einheiten (OOCL M-Klasse) bei Samsung Heavy Industries in Koje, Südkorea, gebaut.
- Vermessung: 141003 BRT / 69987 NRT
- Tragfähigkeit: 144.343 tdw / Stellplätze für 13208 TEU, 800 Kühlcontainer
- Länge: 366,47 m
- Breite: 48,20 m
- Tiefgang: 15,50 m
- Antrieb: ein Dieselmotor mit 73.691 PS (54.200 kW) auf eine Schraube
- Geschwindigkeit: 25,2 Knoten (47 km/h)

## FischereischiffBerlinvon 2017

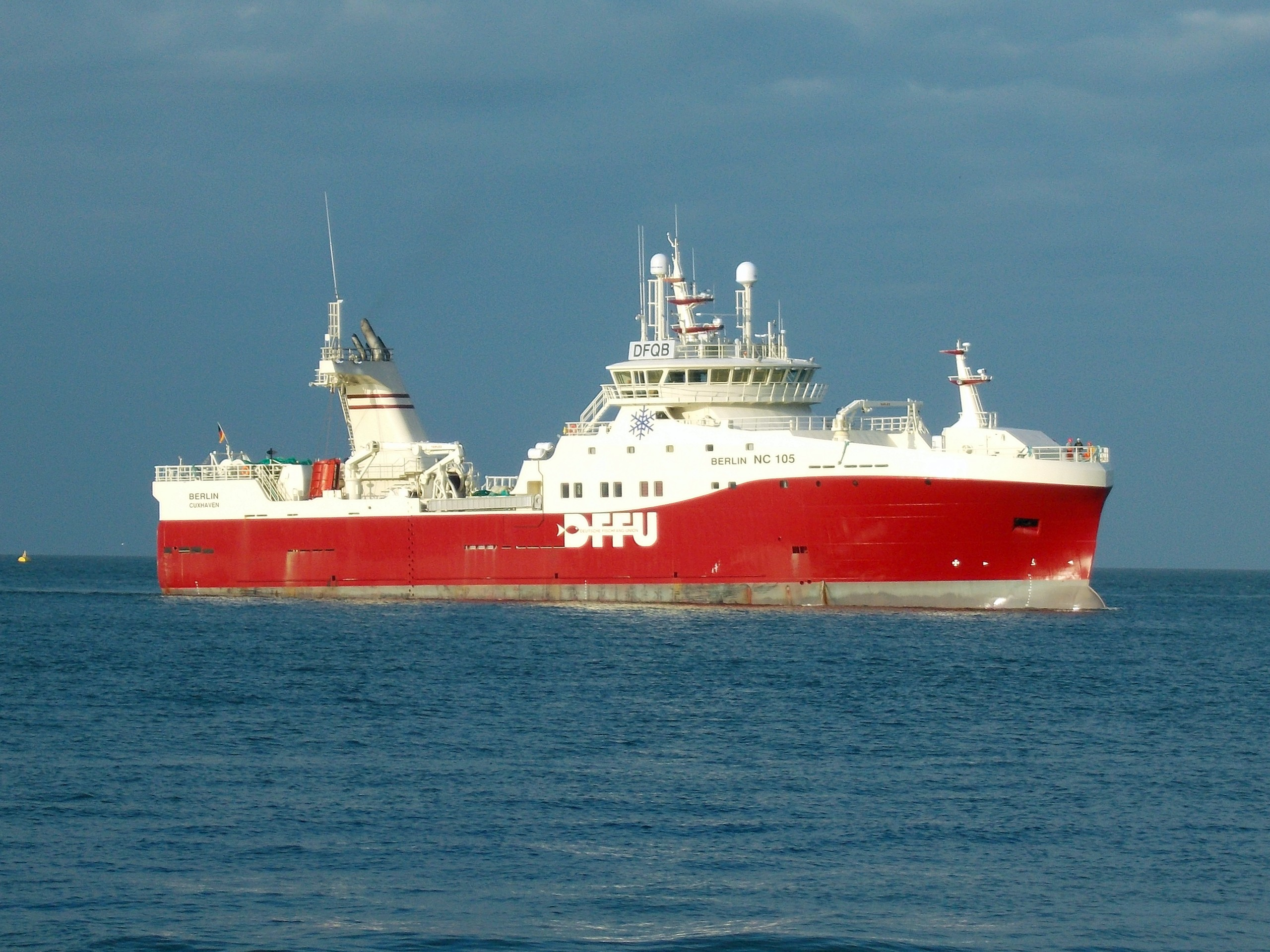
Trawler Berlin der DFFU

Die Berlin ist das zweite Schiff der ab 2017 von der isländischen Samherji-Gruppe in Dienst gestellten NVC 374 WP-Klasse, einer Reihe von bisher vier gebauten Trawlern, die für verschiedene Töchter von Samherji in Deutschland, Frankreich und Großbritannien im Einsatz sind.
- Vermessung: 3969 BRZ
- Länge: 80 m
- Breite: 16 m
- Antrieb: ein Dieselmotor mit 4895 (3600 kW) auf eine Schraube
- Geschwindigkeit: 16 Knoten (30 km/h)